# Grace Kazadi
Pour les articles homonymes, voir Kazadi.
Grace Kazadi Ntambwe, née le 31 janvier 2001 à Montmorency, est une footballeuse internationale française évoluant au poste de défenseure au RC Strasbourg Alsace.

## Biographie

### En club
Après avoir été formée au CSM Eaubonne jusqu'en 2011 puis à l'Entente Sannois Saint-Gratien, Grace Kazadi rejoint en  2016 l'Olympique lyonnais. Apparaissant pour la première fois dans le groupe professionnel en novembre 2018, elle signe son premier contrat professionnel à l'OL le 13 juillet 2019. Le 1er août 2020, elle est prêtée pour une saison au club espagnol de l'Atlético de Madrid.

### En sélection
Elle est sélectionnée dans les catégories de jeunes avant de connaître sa première sélection en équipe de France le 13 avril 2021 contre les États-Unis.

## Palmarès
Atlético de Madrid
- Vainqueur de la Supercoupe d'Espagne 2020-2021

 Olympique lyonnais
- Vainqueur de la Ligue des champions en 2022